# 시기베르투스 1세

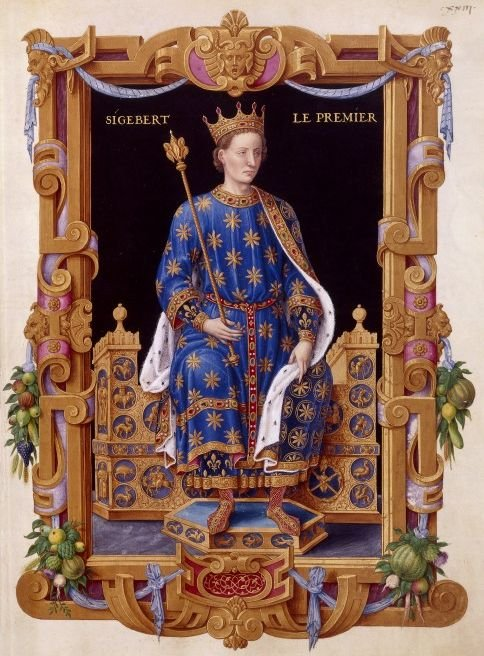
지게베르트 1세

지게베르트 1세(Sigebert I, 522년? - 575년 11월), 시지스베르 1세, 시즈베르 1세는 프랑크 왕국의 아우스트라시아 분국의 왕으로 프랑크 왕 클로타리우스 1세의 아들이다.
아버지는 프랑크 왕 클로타리우스 1세이고 어머니는 서고트 왕 아타나길드의 딸 인군드였다. 카리베르투스 1세, 군트람의 형제이며 킬페리투스 1세의 이복 형이었다. 561년 부왕 사후 아우스트라시아를 상속받았다. 카리베르투스 1세 사후 파리를 분할하는 과정에서 이복동생 킬페리쿠스 1세와 갈등하였다.
킬페리쿠스 1세가 그의 본처인 갈스빈타를 살해하자, 갈스빈타의 자매였던 브룬힐트의 부탁을 받고 네우스트리아를 공략, 킬페리쿠스 1세는 패주하고 575년 승리를 거뒀다. 그러나 승전 축하연을 하던 도중 프레데군다가 보낸 자객에 의해 암살당하였다.

## 가족 관계
- 아버지 : 클로타리우스 1세
- 어머니 : 인군트, 서고트 왕 아타나길드의 딸
  - 형 : 카리베르투스 1세
  - 동생 : 군트람
- 이모(이자 계모) : 아레군트
  - 이복 동생 : 킬페리쿠스 1세
- 서모 : 쿤시아
  - 이복 형제 : 크롬
  - 이복 형제 : 군도발트
- 왕후 : 브룬힐트
  - 아들 : 킬데베르투스 2세
  - 딸 : 인군트 2세
  - 사위 : 헤르메네길두스, 서고트 왕 레오비길드의 아들, 가톨릭 성인[2]
  - 딸 : 클로도신드 2세(Clodoswintha, Princess of Austrasia)
  - 사위 : 레카르드 2세(Reccared I, 서고트의 왕)
- 장인 : 아타나길드, 서고트 왕국의 왕
- 처삼촌 : 레오비길드, 서고트 왕국의 왕[3][4]

## 같이 보기
- 아우스트라시아
- 프랑크 왕국
- 메로빙거 왕조
- 클로타르 1세
- 킬페리쿠스 1세
- 군트람
- 군도발트
- 카리베르투스 1세